# Schlacht bei Roßbach
Pirna – Lobositz – Prag – Gabel – Kolin – Groß-Jägersdorf – Moys – Roßbach – Breslau – Leuthen – Domstadtl – Olmütz – Neisse – Zorndorf – Hochkirch – Kay – Kunersdorf – Hoyerswerda – Maxen – Koßdorf – Landeshut – Liegnitz – Oschatz – Berlin – Wittenberg – Torgau – Döbeln – Burkersdorf – Reichenbach – Freiberg
In der Schlacht bei Roßbach in der Nähe von Reichardtswerben im Kurfürstentum Sachsen (heute Sachsen-Anhalt) am 5. November 1757 besiegte der preußische König Friedrich der Große die französische Armee unter dem Fürsten von Soubise (1715–1787) und die mit ihr koalierende Reichsexekutionsarmee unter dem Kommando des Reichsgeneralfeldmarschalls Prinz von Sachsen-Hildburghausen. Die Schlacht markiert einen der Wendepunkte im Siebenjährigen Krieg: Seither beschränkte sich die Konfrontation mit Frankreich auf die westdeutschen Gebiete, erst 50 Jahre später unter Napoleon sollten französische Truppen wieder so weit nach Deutschland vordringen.

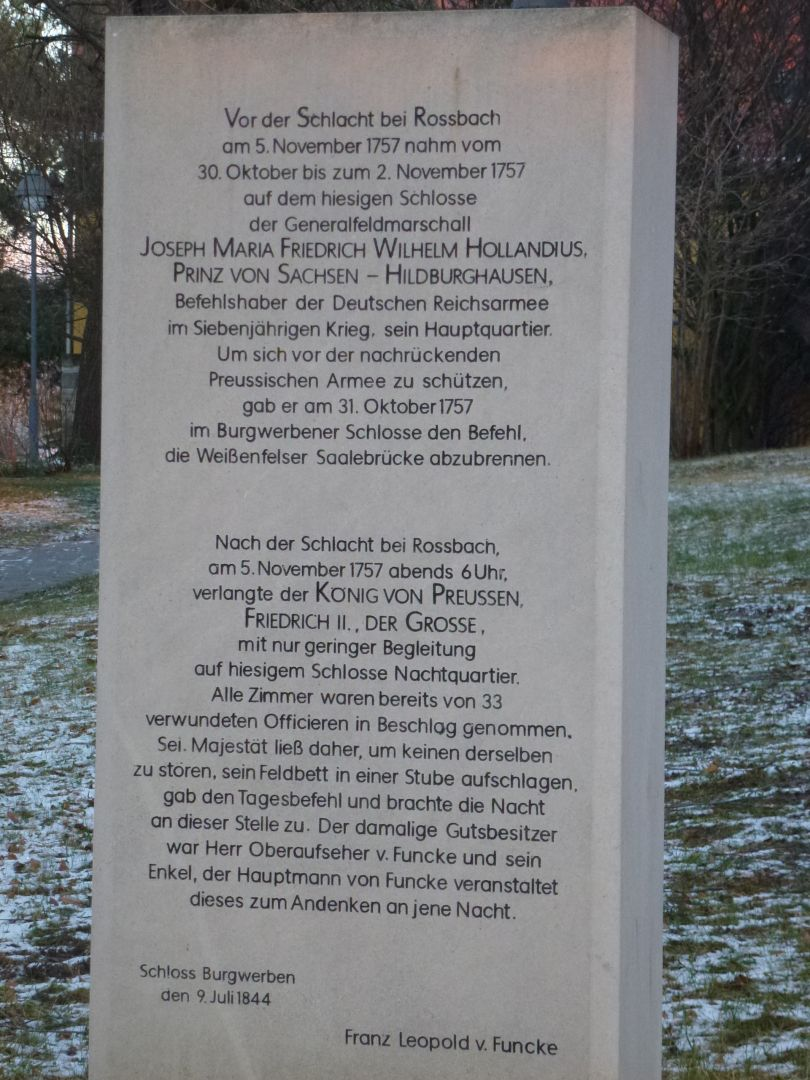
Stein in Burgwerben, Hauptquartier des Reichsgeneralfeldmarschalls

## Die Schlacht

### Ausgangssituation

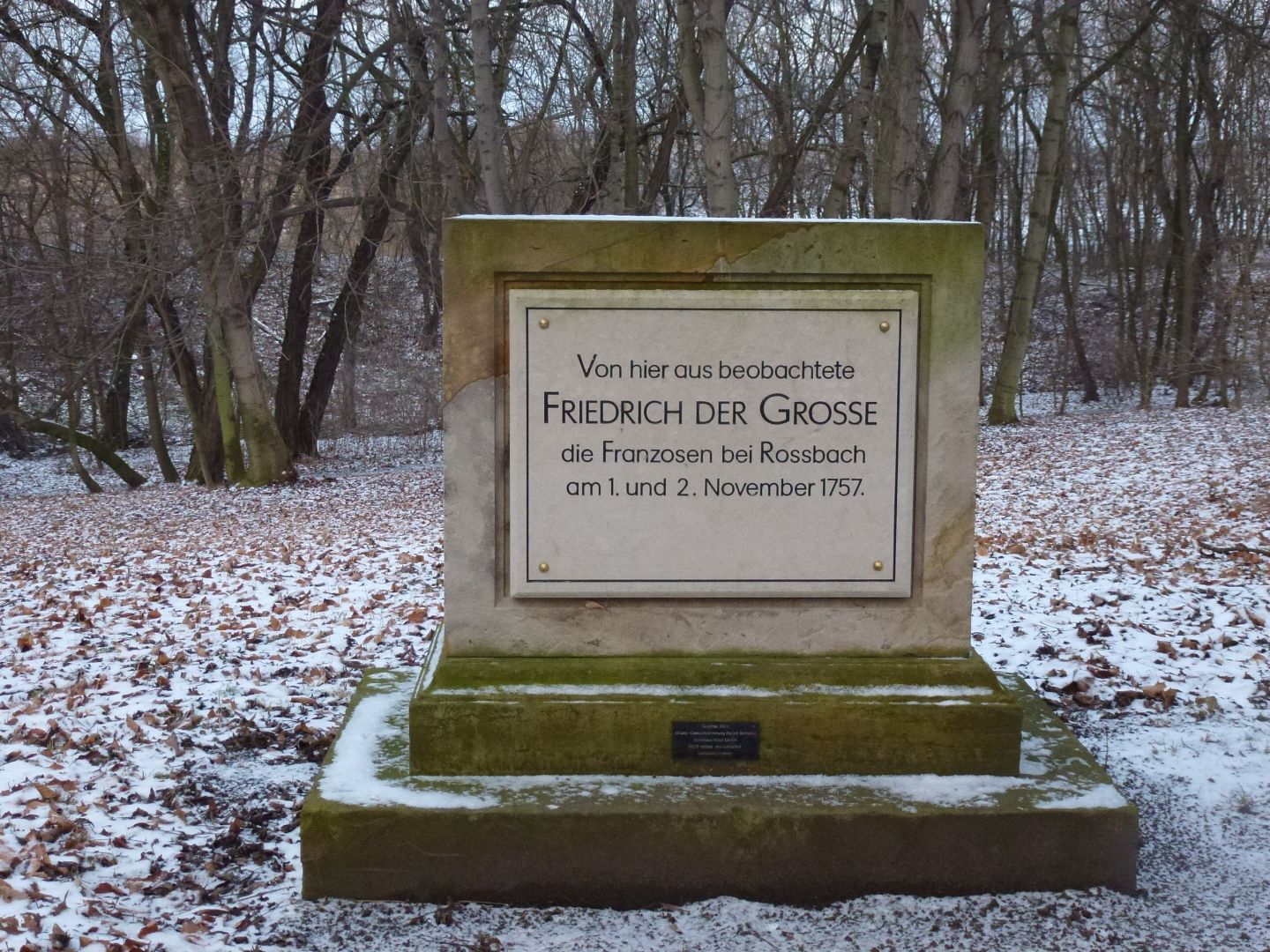
Gedenkstein an die Schlacht im Gutspark von Dehlitz (Saale)

Von Dresden kommend, sammelte Friedrich II. bis Ende Oktober seine Truppen um Leipzig. Die Initiative gegen die Koalitionsarmee ergreifend, überquerte er bis zum 3. November an drei Stellen die Saale und stellte sich am 4. November südöstlich von Mücheln dem mit Front nach Osten stehenden Gegner; er selbst lagerte zwischen Bedra und Roßbach mit Front nach Westen. Da zwischen Fürst Soubise, der nur ein Lager beziehen wollte, und dem auf Angriff drängenden Hildburghausen Uneinigkeit herrschte, marschierte die Koalitionsarmee, die zahlenmäßig doppelt so stark war wie die preußischen Truppen, zuerst nach Süden ab, schwenkte jedoch am Tag der Schlacht ab 14 Uhr südlich Pettstädt Richtung Osten.

### Verlauf der Schlacht
Die Verbündeten zogen, im Glauben, die Preußen im Rückzug schlagen zu können, gegen 14:30 Uhr die Kavallerie des Reserve-Korps unter Herzog Broglie sowie die Brigade Bourbon vor die eigenen Truppen, die nach Osten in drei Kolonnen marschierten, und eröffneten so die eigentlichen Schlachtbewegungen des Tages. Der Preußenkönig erkannte die Gefahr für seine linke Flanke vom Dachboden des Roßbacher Herrenhauses aus und entschloss sich seinerseits zum Angriff auf ebenjene entsandte Spitze der gegnerischen Armee. Generalmajor Friedrich Wilhelm von Seydlitz wurde daher umgehend mit 38 Schwadronen Kavallerie der Regimenter Garde du Corps, Gens d’armes, Rochow, Driesen, Czettritz, Meinicke, Leib-Kürassiere und Szekely zwischen Janus-Hügel und Posendorfer Berg beordert, um den Gegner anzugreifen.
Da Seydlitz unbemerkt vom Gegner seine Position einnehmen konnte, traf seine gegen 15:30 Uhr ausgeführte, 6000 Reiter starke Attacke die vorgehenden Verbündeten, welche 15 Minuten lang durch preußische Artillerie vom Janus-Hügel her beschossen worden waren, schwer. Seydlitz, der geschickt in zwei Treffen, zuerst frontal, dann in einer Umfassungsbewegung auf den Flügeln angriff, warf den Feind im Handgemenge nieder und nahm die mitgeführte gegnerische Batterie. Ein Gegenstoß der Verbündeten-Reiterei unter Herzog Broglie scheiterte, ihre vorausgesandte Spitze zerstreute sich und strömte auf Storkau zurück.
Bereits vor dem Angriff von Seydlitz, etwa gegen 14:30 Uhr, formierte Friedrich II. seine Infanterie Richtung Süden, und zwar derart, dass der stärkere linke Flügel mehr in Front stand als der rechte (siehe Schiefe Schlachtordnung). So „schief“ gestaffelt, erreichten die Preußen rasch die Linie Nahlendorf-Reichardtswerben, jetzt mit Front nach Südwesten, die drei marschierenden Kolonnen des Feindes auf sich zu kommend. Den Verbündeten gelang es nun lediglich, die vordersten Regimenter der drei Kolonnen in Position zu bringen, diese, es handelte sich um die Regimenter Piemont, St. Chamont, Mailly, La Marck, Poitou und Provence, stellten sich den Preußen zum Kampf, es war 16 Uhr.
Aus der Kolonne nach rechts ausscherende fränkische Bataillone des Prinzen Georg von Hessen flohen, da sie von der durch Seydlitz geschlagenen zurückströmenden eigenen Reiterei demoralisiert und mitgerissen wurden. Den nun offenen rechten Flügel der Kolonnen umfasste der König und steigerte so die aufkommende Panik der drei Kolonnen, in denen Infanterie, Kavallerie und Artillerie vergeblich versuchten, sich zu entwirren und zur Entfaltung zu kommen. Die Panik gipfelte in wildem Schießen und steigerte sich zur Flucht, lediglich die Brigade Witemer hielt stand. Die verbündeten Regimenter, die sich vor den drei Kolonnen hatten entfalten können, gingen den Preußen entschlossen mit dem Bajonett entgegen. Feldmarschall von Hildburghausen führte persönlich das Regiment Piemont vor. Doch 40 Schritte vor der preußischen Linie schlug nachgezogene preußische Artillerie furchtbare Lücken, schließlich ging der Angriff im Peloton-Feuer, vor allem der Regimenter Nr. 5 und Nr. 9 des Königs, unter. Die formierten verbündeten Regimenter wichen zurück und flüchteten schließlich, genau wie die restlichen hessischen Truppen an der rechten Kolonnenseite.
Seydlitz, der sich nach der ersten Attacke zwischen Tagewerben und Storkau erneut bereitgestellt hatte, erkannte aus seiner Position die Verwirrung beim Feind. Mit seinen beiden Treffen attackierte er gegen 17 Uhr die bereits zurückgehenden Verbündeten an ihrer rechten Flanke. Die Koalitionstruppen, sich nun von zwei Seiten umfasst sehend, zerstreuten sich in völliger Auflösung und unter Zurücklassung der meisten Geschütze in Richtung Pettstädt. Von den preußischen Kürassierregimentern Nr. 10 und Nr. 13 wurde der abziehende Feind bis über Gröst und Obschütz verfolgt.

## Folgen der Schlacht

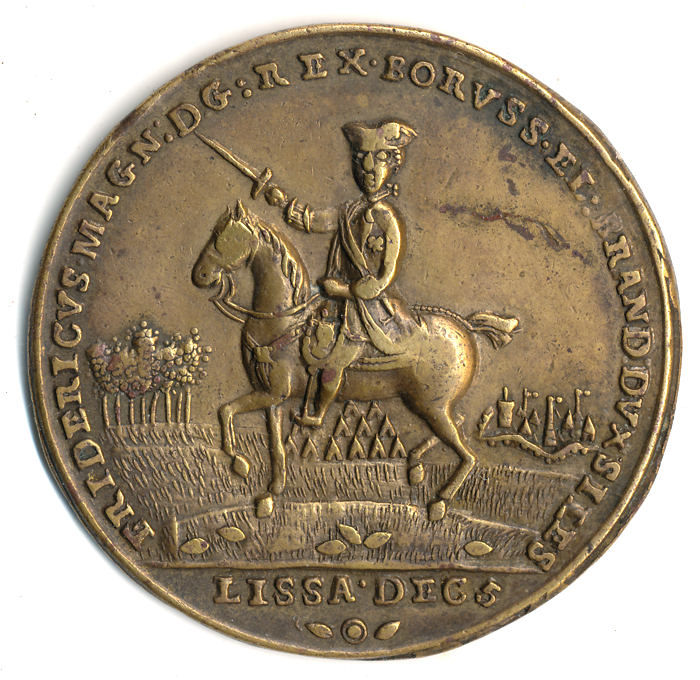
Bronzemedaille zum Gedenken an die Schlachten bei Lissa (Leuthen) und Roßbach, unsigniert. Avers: Friedrich der Große, von Gottes Gnaden König von Preußen, Kurfürst von Brandenburg, Herzog von Schlesien. Lissa, 5. Dezember.

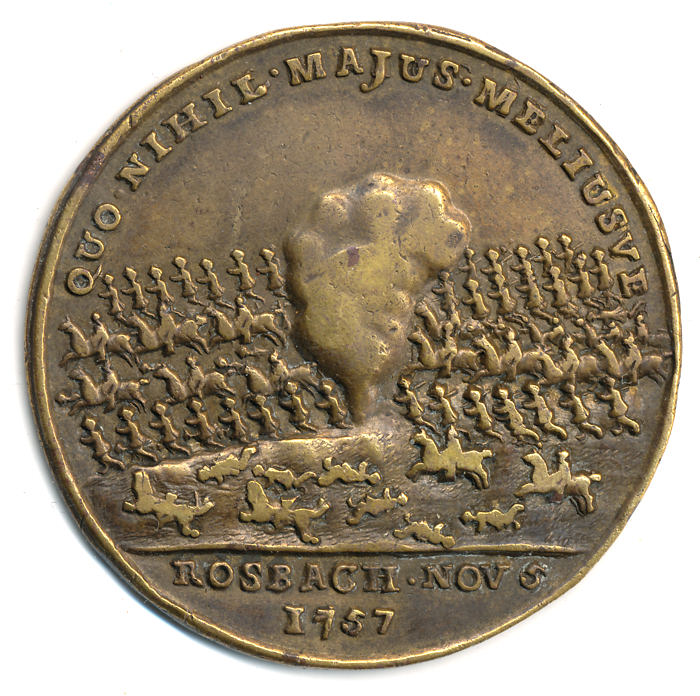
Revers: „Nichts ist besser oder größer“, Schlachtszene. Rossbach, 5. November 1757.

Die unmittelbare Folge der Schlacht, bei der die verbündete Reichsarmee und die Franzosen nahezu 25 % ihrer Truppen einbüßten, war ein enormer Prestigegewinn für Preußen. Eine weitere Folge des preußischen Sieges war der chaotische Rückzug der französischen Truppen in Richtung Westen. Die Reichsarmee sammelte sich derweil zwar wieder und nahm auch weiterhin am Kampf der kaiserlichen Österreicher gegen Friedrich teil, konnte aber keinen bedeutenden Beitrag zur militärischen Entwicklung des Krieges mehr leisten, was nicht zuletzt mit ihrer miserablen wirtschaftlichen Konstitution zusammenhing, wenngleich man als Hauptgrund sicher die mangelhafte Motivation der Truppe anführen muss: Das Gros der Soldaten entstammte dem protestantischen Milieu (so vor allem Sachsen und Württemberger) und empfand deshalb heimlich Sympathie mit dem allgemein als Vertreter der evangelischen Sache in Europa anerkannten preußischen Monarchen. Auch der Nimbus der siegreichen preußischen Armee, ihre modernere Ausbildungs- und Verpflegungssituation trugen vielfach zu massenhaften Desertionen besonders von Reichsarmeeangehörigen zu den preußischen Fahnen bei. Generalmajor Seydlitz wurde mit 36 Jahren Generalleutnant und bekam den Schwarzen Adlerorden.
In Frankreich selbst wurden die Stimmen lauter, die für eine Beilegung des Konfliktes mit Preußen eintraten. Insbesondere der frühere Fürsprecher der Kriegspartei, der Außenminister François-Joachim de Pierre de Bernis, erkannte die Aussichtslosigkeit weiterer Interventionen auf deutschem Boden und sprach sich für einen Friedensschluss aus, was indes seiner Karriere am französischen Königshof ein rasches Ende bereitete. Der Schlachtausgang machte zugleich den kurz zuvor errungenen französischen Erfolg in der Schlacht bei Hastenbeck und die anschließende Konvention von Kloster Zeven wieder zunichte.

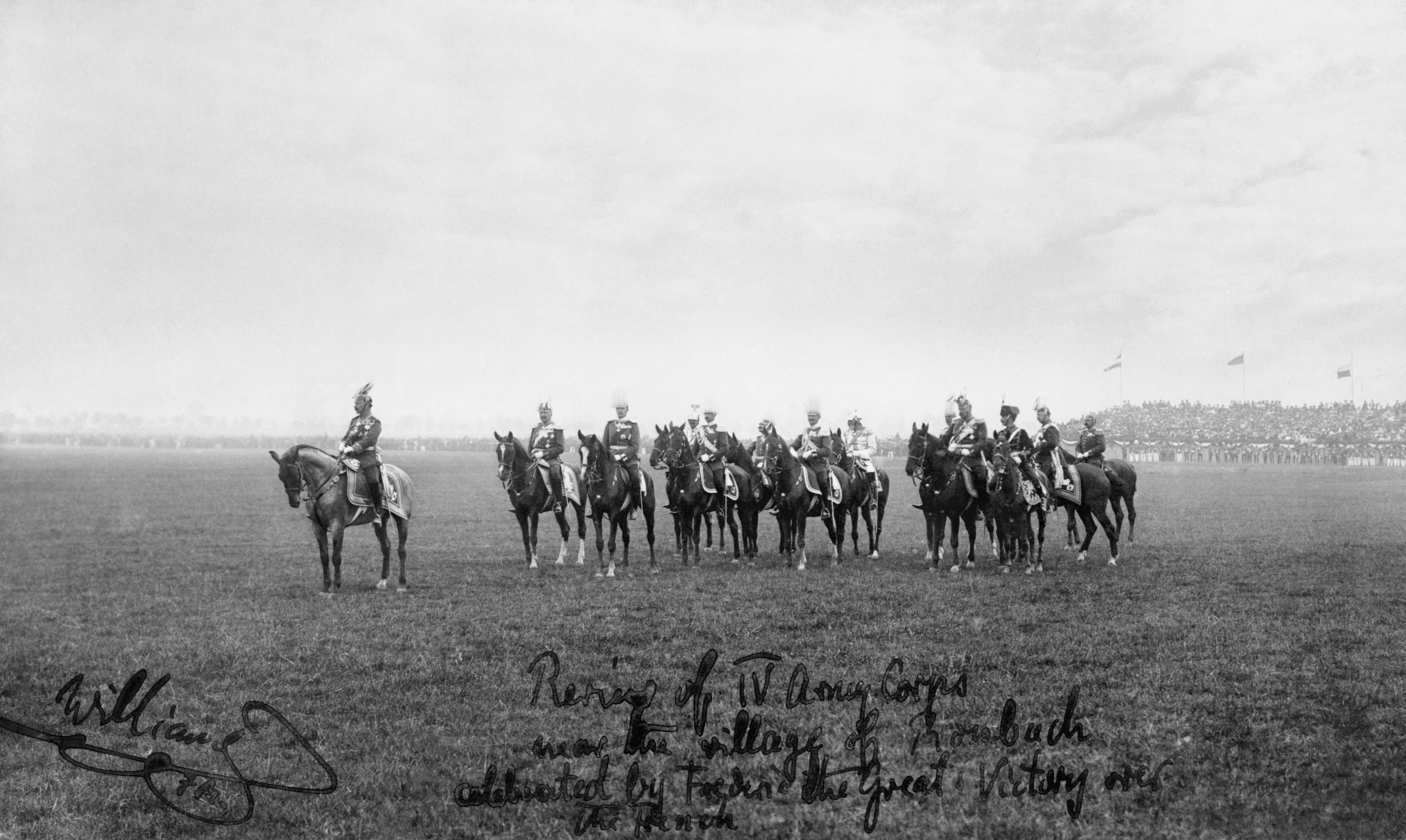
Das Kaisermanöver wurde 1903 nahe Roßbach zu Ehren der Schlacht bei Roßbach durchgeführt.

## Bedeutung
Die Schlacht wurde, obwohl ihre Auswirkungen im gesamtstrategischen Kontext hinsichtlich des europäischen Kriegsschauplatzes eher als gering zu qualifizieren sind (Hauptgegner war und blieb Österreich mit seiner energischen Kaiserin Maria Theresia), zu einem Identifikationsereignis mit der preußischen Sache vor allem im protestantischen Deutschland. Die Niederlage der Franzosen erschien als deren erste Demütigung seit dem Dreißigjährigen Krieg.
Dabei blieb der Siegestaumel nicht auf Deutschland beschränkt: In England und Nordamerika wurde Friedrich nach dem Gefecht, das er selbst eher nüchtern als überheblich als „Spaziergang“ bezeichnet hatte (in der Tat stellte das französische Heer in seinem damaligen desolaten finanziellen und moralischen Zustand keine besonders schwere Hürde für die kampf- und sieggewohnten preußischen Bataillone dar), als Idol verehrt, wenn nicht vergöttert, Straßen und Wirtshäuser wurden nach ihm benannt, sogar im feindlichen Paris artikulierte sich der lange gehegte Unmut der oppositionellen Intellektuellen um Voltaire und andere (unter ihnen nicht wenige Vertreter der höheren und höchsten Aristokratie) in enthusiastischen Sympathiebekundungen für den preußischen Monarchen. Voltaire schrieb neue Elogen auf seinen königlichen Freund, in ganz Europa feierten Huldigungsgedichte den König als neuen Caesar.
Die faktischen Auswirkungen auf den amerikanischen Kriegsschauplatz waren größer als die in Europa: Durch den preußischen Sieg wurde die Position William Pitts gestärkt, der den Krieg in den Kolonien gegen Frankreich massiv vorantrieb. Dadurch gewann England seit Sommer 1758 allmählich die Oberhand in Nordamerika.

## Gedenkstätte
Bereits 1766 wurde mit Spenden der Bevölkerung auf dem Janus-Hügel eine 3,5 m hohe Schlachtensäule als Gedenkort erbaut und eingeweiht. 1796 besuchte Prinz Louis Ferdinand von Preußen das einstige Schlachtfeld, wenige Wochen später wurde in seinem Auftrag ein zweites Denkmal, wiederum als Schlachtensäule etwa 200 m weiter westlich auf dem Hügel erbaut. Dieses wurde 1806 von Napoleon erbeutet und als Trophäe nach Paris abtransportiert, sein Verbleib ist unbekannt. Das erste Denkmal hatten Bauern 1806 demontiert und die Schrifttafeln vor den Franzosen verbergen können, aber sie gingen später verloren. Das dritte Denkmal für die Schlacht bei Roßbach wurde 1814 von preußischen Offizieren als Ersatz für die 1806 von Napoleon erbeutete Schlachtensäule gestiftet. Das Denkmal wurde 1957 wegen des vorrückenden Braunkohleabbaus entfernt, sein Verbleib ist ebenfalls unbekannt. Das sogenannte „Schlachtenrelief“ gilt als viertes Denkmal und wurde 1860 neben einem Wirtshaus auf dem Janus-Hügel erbaut, es zeigt die Borussia (oder die Victoria), wie sie auf einem Pferd über das Schlachtfeld stürmt. Die Relieftafel dieses Denkmals wurde – vermutlich ebenfalls 1957 – demontiert. Der ganze Janus-Hügel fiel ab 1958 dem fortschreitenden Braunkohletagebaubetrieb zum Opfer, heute befindet sich im Dorf Reichardtswerben ein rekonstruiertes Denkmal mit dem Schlachtenrelief.

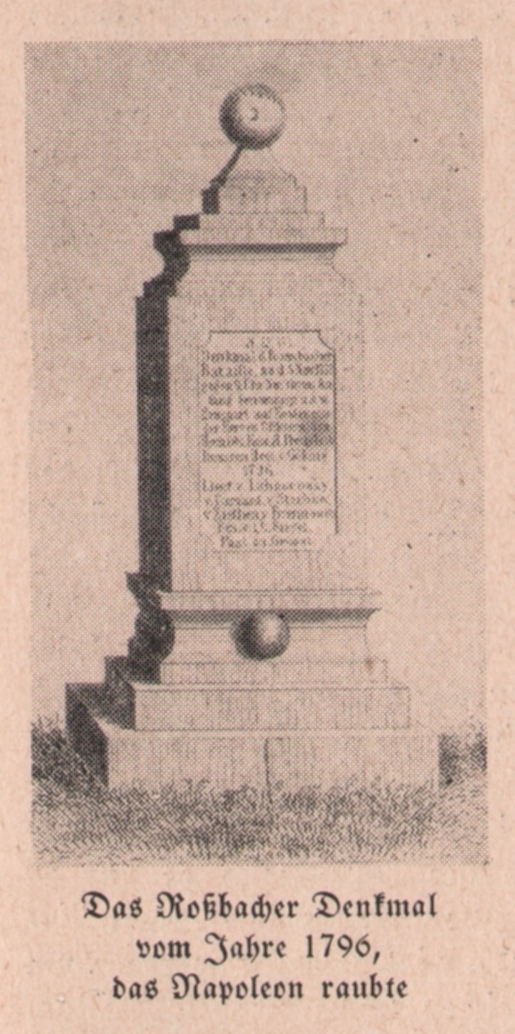
Zweites Denkmal von 1796
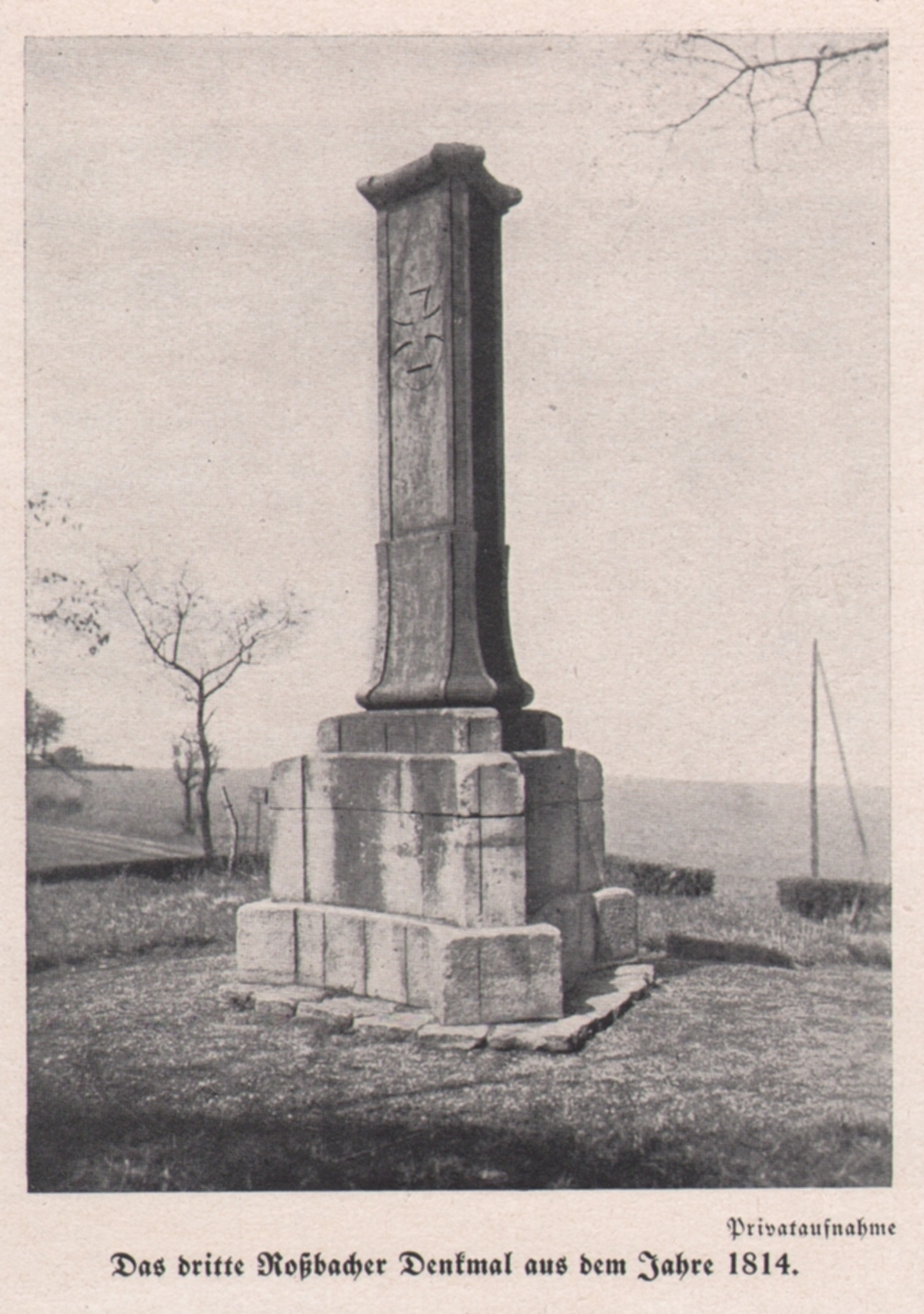
Drittes Denkmal von 1814 (um 1930)
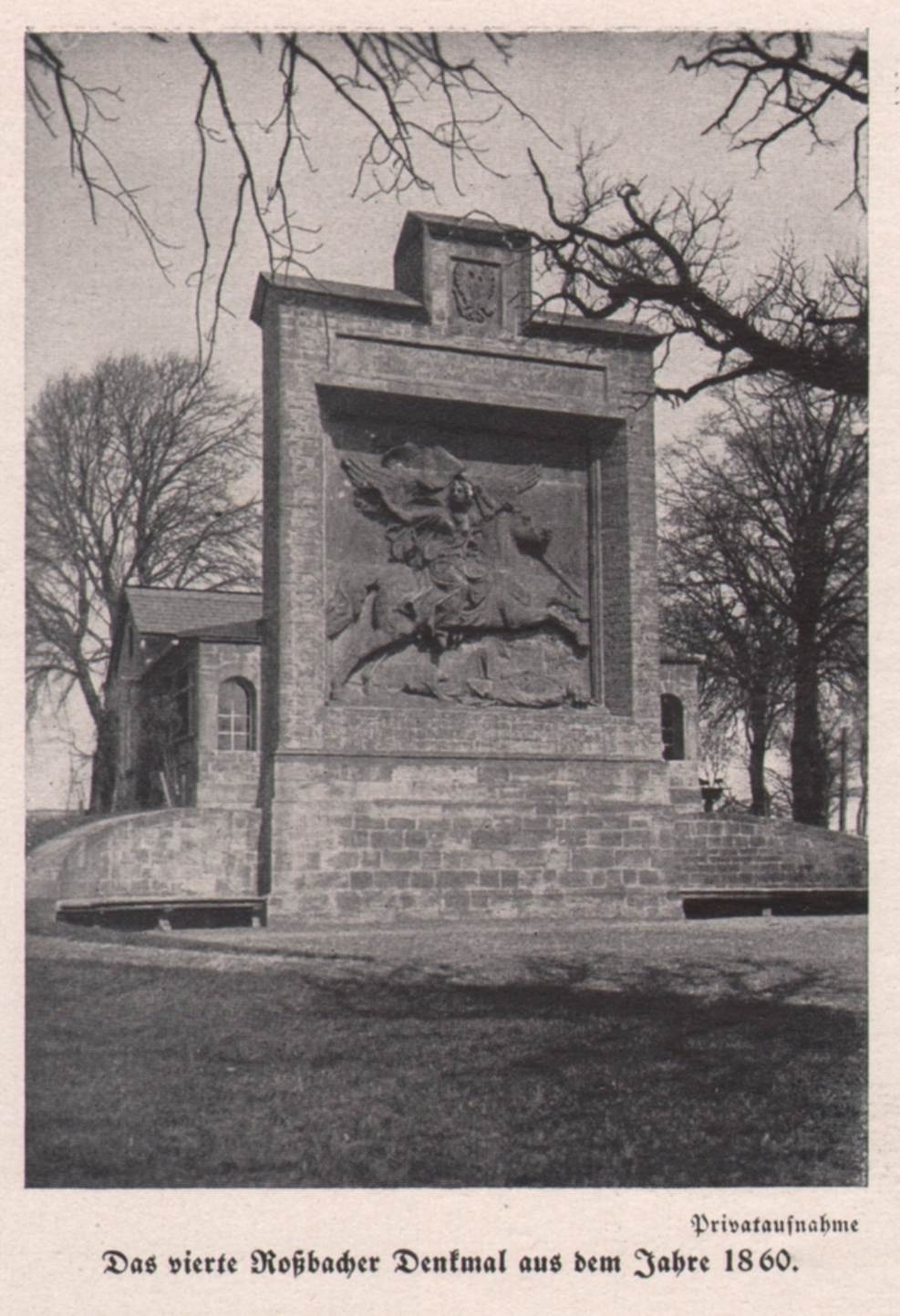
Schlachtenrelief am Wirtshaus (um 1930)
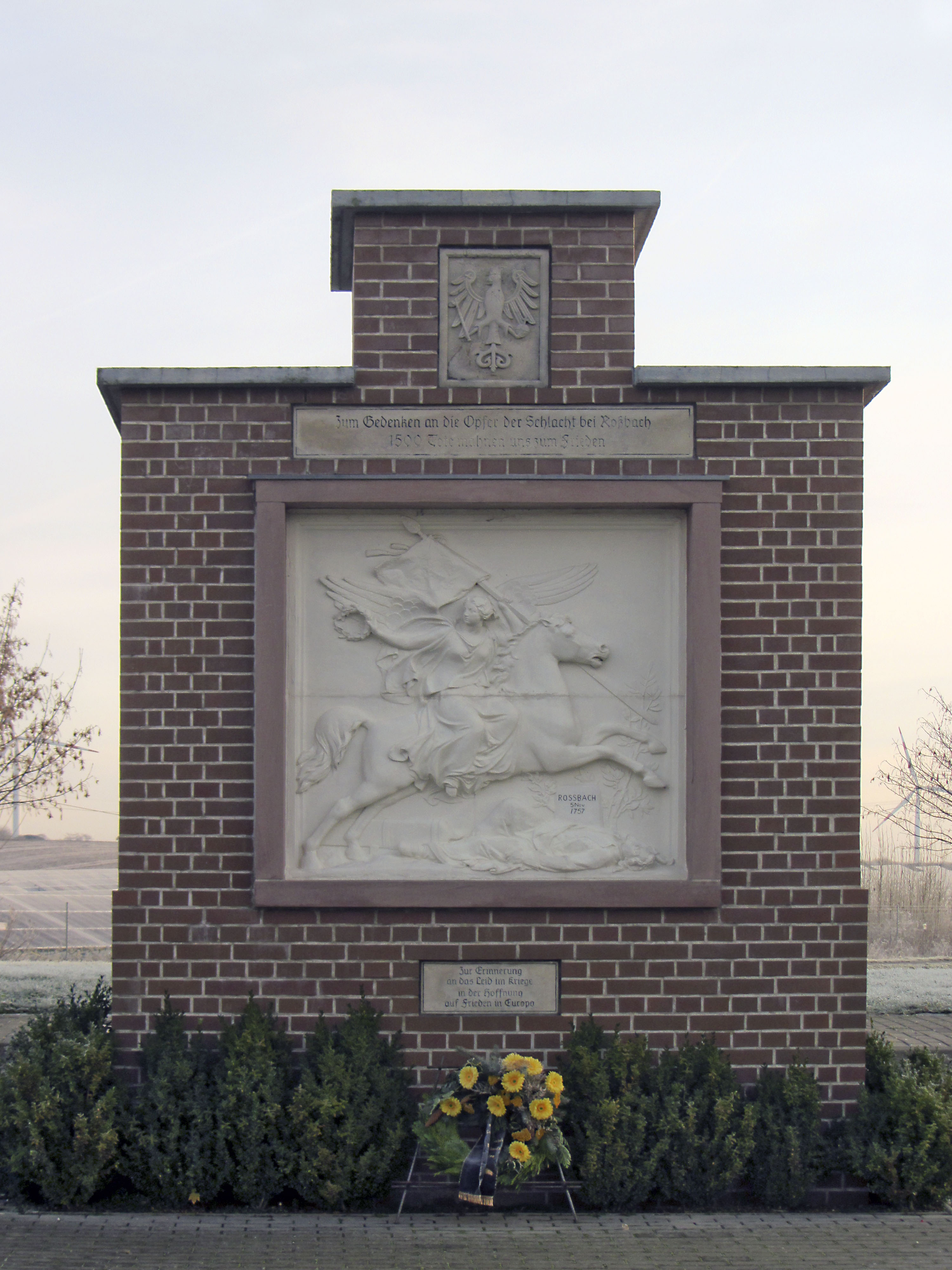
Heutige Gedenkstätte

## Trivia
Die französische Madame de Pompadour soll bei einem Fest, dessen Stimmung durch die Nachricht von der französischen Niederlage bei Roßbach umzukippen drohte, den berühmten Ausspruch getan haben: „Nach uns die Sintflut.“